# Molvanie
 (juin 2023).
La Molvanie (originellement en anglais Molvanîa) est un pays imaginaire situé en Europe de l'Est pour une parodie de guide de voyage créée par les Australiens Santo Cilauro, Tom Gleisner et Rob Sitch.

## Livre
Le titre de ce faux guide de voyage est La Molvanie : le pays que s'il n'existait pas, faudrait l'inventer, ou en version originale A Land Untouched by Modern Dentistry, qui se traduit littéralement par « un pays préservé de la dentisterie moderne », accompagné d'une photographie de vieil homme édenté.

## Description du pays
Le guide mentionne le plat national du pays : la « Graidzdechjval ». La compagnie de transports aériens nationale comporte un avion dont le commandant est toujours ivre mort ; il vérifie si le plein de vodka est fait avant de décoller. L'école de la capitale est un bâtiment délabré ; ses enseignants sont violents. Le porc est un animal sacré.

### Nom de la Molvanie
Le nom de Molvanie évoque la « Mol »davie et la Transyl« vanie ». Ce qui rappelle la Syldavie d'Hergé où se mêle la Tran« syl »vanie et la Mol« davie ».

### Histoire de la Molvanie
La république de Molvanie est un petit pays d'Europe de l'Est ayant comme capitale Lutenblag, située dans la Grande Vallée Centrale. Ce pays se détacha de la tutelle soviétique en 1982 à la suite de la chute du « mur de Lutenblag » (référence au mur de Berlin).

### Géographie de la Molvanie
Le pays est divisé en quatre provinces : le Plateau Occidental, les Alpes Molvaniennes au sud, les Steppes Orientales et la Grande Vallée Centrale où se trouve la capitale Lutenblag.

### Drapeau

Le « trikolor » de la Molvanie.

Le drapeau national de la Molvanie s'appelle « trikolor » bien qu'il n'utilise que deux couleurs. Comme celui de l'État autoproclamé de la Transnistrie, il a gardé, après la dislocation de l'URSS, le symbole communiste de la faucille et du marteau, auquel a été ajouté un troisième outil, une truelle, pour des raisons inconnues.

### Sport
La Molvanie est le seul pays au monde à proposer un tournoi de tennis sur un terrain combinant herbe et terre battue.
Un autre sport typique molvanien est le Plutto, à mi-chemin entre le rugby et le polo. Les cavaliers s'affrontent en chevauchant des ânes. Tous les dimanches après-midi la clameur monte des stades et des terrains de village, aux cris des supporteurs : « bzouka! bzouka! », ce qui signifie « égorge-le ! » (allusion probable au bouzkachi).

### Us et coutumes molvanes
Celui qui est invité chez des gens est invité à ôter ses chaussures sur le seuil en signe de respect, mais surtout à avoir sur lui un objet avec lequel frapper l’animal domestique du foyer en cas d’attaque de sa part. Bienvenus sont les petits cadeaux, comme des fleurs, des fruits, des armes à feu ou – s’il y a des enfants – des cigarettes.
Dans les bars et restaurants, il n’est pas conseillé de s’adresser aux serveurs de manière critique, car ils sont en général lourdement armés.
Ce pays est l'un des rares à vénérer encore les Lares.

### Produits agricoles et espèces locales
Kjerzenko : poisson du fleuve Jerko, cuisiné par les spécialistes de la ville de Svetranj, dont seule une glande est comestible.
Muczelcl : fromage de chèvre infesté d’asticots.

### Recettes traditionnelles
Guzpa : soupe au paprika et à la graisse d’oie.
Hercmec : dessert, spécialité de la ville de Vajana, à base de foie et de tripes, servi sur un cône en gaufrette.
Kvorvecz : spécialité de Vajana, qui prend son nom en l’honneur d’un ex-maire de cette ville, qui se présente comme une masse de saindoux au sommet de laquelle trône un gros navet.
Mousse de cervelle d’agneau (notamment au restaurant Tze Nenja Olga, Ul Hoxha, Lutenblag)
Pvork zpiitka : cochon rôti avec une pomme dans la bouche (la recette traditionnelle prévoit que la pomme soit insérée avant que soit tué le cochon) ; dans la ville de Svetranj tous les samedis le cochon est traditionnellement rôti à la broche après avoir été tué à mains nues par la foule, et parfois avant, c’est selon.
Ovza : caviar d’œufs de carpe macérés dans le zeerstum et conservés dans l'huile.
Grash-kekòl : andouillette de viandes variées.
Soupe de raves aux tripes : recette datant du temps où Staline tentait d’affamer la population.
Nougat au panais : connu pour être dur comme le granit, très apprécié des enfants qui le rongent toute la journée au détriment de leur dentition.
Gélatine au panais : très apprécié des adultes.

### Boissons
Les vins molvanes sont exportés dans le monde entier, personne au pays n’étant disposé à les boire. Provenant des coteaux de Vajana, un Riesling rouge est très rare. Un clairet issu d’un cépage local est appelé Sauvignon Ributt ; son goût rappelle, selon les œnologues, celui du zeste de citron fermenté. On peut acheter de l'alcool n'importe où : bars, restaurants, cafés, supermarchés, églises.
Karolcyi : une liqueur produite par des moines de la région montagneuse de Prepuzij, dont la recette remonterait au Moyen Âge (information au conditionnel, car récemment, lors d’un talk-show à la télé, l'un de ces moines, le Père Vedjuz, a avoué que le Karolcyj était en fait seulement un mélange d’éthanol et de sirop antitussif ; cette information n’a eu d’ailleurs à l’époque aucune conséquence sur les ventes de Karolcyi).
Turpz : vin blanc doux aromatisé à la résine de pin. Attention : il présente un risque d’accoutumance à cause de sa teneur en nicotine.
Zeerstum : la boisson nationale par excellence. Une liqueur où, sous le goût dominant d’ail, certains pensent reconnaître un arôme combiné de vodka et d’essence pour avion Avio (ce qui est compréhensible, ces deux ingrédients étant abondamment disponibles).

## Sécurité, criminalité
De nombreux pickpockets sont présents dans les principales gares, ne quittez surtout pas vos affaires des yeux. Si malgré tout on vous a volé quelque chose, le mieux est d'aller voir un Guarjda Civilje. Il est probablement l'auteur du larcin.
Les lois concernant les armes à feu sont très strictes : les seules personnes pouvant porter un pistolet sont les policiers, militaires, membres des associations de tir, douaniers, gardiens de parking, vétérinaires, assistantes dentaires, instituteurs, personnes ayant un emploi stable, nonnes.

## Critiques
L'ouvrage attribue le digraphe « mv » à la Molvanie, alors qu'il s'agit de celui des Maldives (voir liste correspondante).
Dans la veine du film Borat, on trouve dans ce livre les traits les plus caricaturaux de ce que peut penser un habitant de pays riche, à propos des pays de l'Est de l'Europe (crime et mafia partout, alcool, saleté, prostitution des mineurs, pollution, infrastructures inefficaces, etc.). Certaines phrases sont à ce titre éloquentes, comme à propos du tourisme sexuel, où les tares attribuées à la Molvanie sont dites celles « de presque tous les pays de l'Est de l'Europe ».